# Fays (Haute-Marne)
Fays é uma comuna francesa na região administrativa de Grande Leste, no departamento de Haute-Marne. Estende-se por uma área de 5,98 km². Em 2010 a comuna tinha 75 habitantes (densidade: 12,5 hab./km²).